# Rastro de Albacete
El rastro de Albacete es un mercado al aire libre de objetos de segunda mano que se monta todos los domingos del año en la ciudad española de Albacete.
En el rastro se venden toda clase de productos y antigüedades como libros, monedas, sellos, muebles, lámparas, cerámicas, relojes, entre otros. Tiene lugar entre las 8 de la mañana y las 2 de la tarde, todos los domingos del año, salvo el que coincide con el mercado medieval de Albacete, en la histórica plaza Mayor de Albacete. Es lugar habitual de paseo de albaceteños y visitantes.
El rastro albacetense ha pasado por numerosos escenarios a lo largo de su historia, desde el pasaje de Lodares, la plaza de La Mancha y la plaza porticada del mercado de Fátima hasta su ubicación actual en la plaza Mayor de Albacete.